# Michael Doyle
Pour les articles homonymes, voir Michael Doyle (football) et Doyle.
Michael W. Doyle (1948 - ) est un chercheur américain en relations internationales. Il est professeur de sciences politiques et d'affaires internationales à la School of International and Public Affairs de l'université Columbia. 
Son œuvre la plus influente est Empires, une analyse de l'impérialisme. Il y établit la distinction entre différentes formes d'empires et propose des études de cas d'empires historiques : l'Empire romain, l'Empire britannique, l'Empire ottoman ou l'Empire égyptien.
Il a également écrit Ways of War and Peace en 1997, livre dans lequel il se livre à une présentation détaillée des principaux courants en théorie des relations internationales (réalisme, idéalisme et socialisme) et défend la « théorie de la paix démocratique ». La plupart des experts conviennent que Doyle fait partie des idéalistes dans le paysage politique.